# روكستار لينكن
روكستار لينكن المحدودة (بالإنجليزية: Rockstar Lincoln Limited؛ سابقًا سبايدرسوفت المحدودة (Spidersoft Limited) واستديوهات ترانشُلا (Tarantula Studios)) هو مطور ألعاب فيديو بريطاني واستوديو من روكستار جيمز ومقرها في لينكن. تأسست الشركة باسم سبايدرسوفت بواسطة ستيف مارسدن وديفيد كوك في مايو 1992. في ذلك الوقت، طورت بشكل أساسي منافذ غيم بوي وجيم جير من عناوين مختلفة، بما في ذلك ألعاب فيديو كرة ودبابيس للناشر توَني ونث سينشري إنترتينمنت (21st Century Entertainment). استحوذ الناشر على سبايدرسوفت في عام 1995 ولكن تم إغلاقه في مارس 1998.
استحوذت تيك-تو إنتراكتيف على سبايدرسوفت في يونيو 1998، وأطلقت عليها اسم استديوهات ترانشُلا. واصل الاستوديو العمل على ألعاب غيم بوي وغيم بوي كولر، مثل جراند ثفت أوتو (1999). في عام 2002، تم إغلاق جزء التطوير من استديوهات ترانشُلا، بينما تم دمج جزء ضمان الجودة في علامة تيك-تو إنتراكتيف، روكستار جيمز، باسم روكستار لينكن.